# 深沢利重
深沢 利重（ふかざわ とししげ）は、安土桃山時代の武将。上杉氏の家臣。

## 略歴
上田長尾氏配下の上田衆に属した一族の出自。系譜の詳細は不明だが、近時代に深沢尚重がおり、その一族（長男か）と推定される。
天正6年（1578年）、上杉謙信の没後に発生した御館の乱では、上杉景勝の命で上田坂戸城を守備する。上杉景虎への援軍・後北条氏の越後国侵入を防ぐために上野国猿ヶ京で撃退し、その後も登坂安忠・樋口兼一らと共に越後国境を守った。安忠の戦死もありながら、栗林政頼と利重を中心に兼一・登坂清忠や安忠の子・与五郎らと防戦に徹した。しかし政頼と利重が前線に出て戦っていないと他の諸将から訴えられ、景勝から叱責を受けている。天正7年（1579年）、景虎の敗死後も政頼らと共に上田を防備した。
利重が深沢氏のどの位置にいたかは不明だが、深沢氏の家督は深沢尚重の四男・貞重が継いでいる。